# 대니 해리스
대니 리 해리스(Danny Lee Harris, 1965년 9월 7일 ~ )는 미국의 전 허들 선수로 1984년 하계 올림픽과 1987년 세계 육상 선수권 대회의 400m 허들에서 둘다 에드윈 모지스에 패하여 은메달을 닸다. 1984년 18세 때 그의 기록 48.02초는 아직도 세계 주니어 기록이다.
캘리포니아주 토런스 출신으로 해리스의 거대한 순간은 1987년 마드리드에서 1977년 이래 패한 적이 없는 에드윈 모지스를 꺾으면서 왔다. 같은 해에 해리스는 세계 육상 선수권 대회에서 다시 모지스를 꺾는 데 가까이 왔으나, 모지스가 1초의 100분의 2에 의하여 자신의 타이틀을 유지하였다.
해리스는 인디애나폴리스에서 열린 1988년 미국 올림픽 선발 시합에서 5위를 하여 서울 올림픽에 참가하지 못하였다.
그는 자신이 자라온 페리스에 있는 페리스 고등학교의 동문이다. 1983년 그는 CIF 캘리포니아 주립 선수권 대회에서 300m 허들을 우승하고, 호손 고등학교의 헨리 토머스를 상대로 한 1600m 릴레이의 2위에서 떨리는 최종주자로 달려 자신의 학교를 그 종목에서 가장 인상적으로 보이는 데 이끌었다. 2001년 그는 소년 육상 팀의 코치로 돌아와 20년 전에 자신의 학교를 위하여 달린 이래 그들의 첫 리그 선수권 대회로 이끌었다.
그는 아이오와 주립 대학교에서 대학적으로 출전하였다. 대학 시절에 그는 3개의 국내 선수권과 4개의 드레이크 릴레이 타이틀을 수집하였다. 그는 아이오와 주립 대학교에서 수학하는 동안에 400m 허들에서 대학 육상 선수들에게 패한 적이 없다. 해리스는 자신의 3년 경력 동안 사이클론스를 3개의 실외 빅에이트 타이틀과 2개의 실내 임관으로 이끌어 12개의 빅에이트 경력 타이틀을 수집하였다. 해리스는 400m 허들, 600 야드와 1600m 릴레이에서 빅에이트 기록들을 세웠다. 드레이크 릴레이 명예의 전당(1995년), 아이오와주 명예의 전당(2000년)과 아이오와 스포츠 명예의 전당(2005년)에 헌액되었다.
해리스의 400m 허들 개인 전력은 1991년 7월 로잔에서 세운 47.38초이다.